# Andreas Seyfarth
Andreas Seyfarth (6 de noviembre de 1962) es un diseñador de juegos de mesa de estilo alemán, conocido fundamentalmente como creador del juego Puerto Rico, que ha llegado a alcanzar la sexta posición en el ranking de BoardGameGeek. El año 2002, este mismo juego obtuvo el prestigioso premio Deutscher Spiele Preis. 
Seyfarth también ha recibido dos veces el premio Spiel des Jahres: en 1994 por Manhattan y en 2006 por Thurn and Taxis, este último ganador también del Meeples' Choice Award de ese mismo año.

## Juegos destacados
- Spiel des Friedens (1993)
- Manhattan (1994)
- Waldmeister (1994)
- Puerto Rico (2002)
- San Juan (2004)
- Thurn and Taxis (2006), con Karen Seyfarth
- Airships (2007)